# Ignacio Zoco
Ignacio Zoco Esparza (Garde, 31 luglio 1939 – Madrid, 28 settembre 2015) è stato un calciatore spagnolo, di ruolo centrocampista. Campione d'Europa con la Nazionale spagnola nel 1964.

## Carriera

### Club
Ignacio Zoco iniziò la sua carriera nell'Osasuna nel 1959. Nel 1962 passò al Real Madrid facendo parte della generazione Yé-yé, e qui giocò fino al suo ritiro nel 1974. Con i madrileni vinse la Coppa dei Campioni nel 1965-1966.

### Nazionale
Ignacio Zoco giocò, tra il 1961 ed il 1969, 25 volte per la Nazionale spagnola, per la quale realizzò un gol. Diventò, nel 1964, Campione europeo. Prese parte anche al Campionato mondiale di calcio del 1966 in Inghilterra.

## Palmarès

### Competizioni nazionali
- Campionato spagnolo: 7

Real Madrid: 1962-1963, 1963-1964, 1964-1965, 1966-1967, 1967-1968, 1968-1969, 1971-1972
- Coppa di Spagna: 2

Real Madrid: 1969-1970, 1973-1974

### Competizioni internazionali
- Coppa dei Campioni: 1

Real Madrid: 1965-1966

### Nazionale
- Campionato d'Europa: 1

1964